# Лабба Тенгелла
Лабба Тенгелла (д/н — 1538) — 2-й сатігі (володар) імперії Фута-Торо в 1537—1538 роках.

## Життєпис
Походив з роду народу фульбе Ба. Син Тенгелли, манси (володаря) Великого Пулло, та Нани Кейти з народу малінке. Після загибелі батька й схождення на трон старшого брата Колі брав активну участь у походах проти держави Волоф, в яких уславився серед фульбе. Оженивс яна доньці правителя Волоф.
У 1537 році спільно з дружиною Колі влаштував змову проти нього, внаслідок чого той загинув. Після цього Лабба одноголосно обирається новим сатігі Фута-Торо. Продовжив активну загарбницьку політику. Здійснював походи проти імперії Волоф та області Каарта.
У 1538 році в битві біля Агнамі зазнав поразки від Детіє Фу Ндіогу, дамеля Кайору. Лабба загинув. Трон перейшов до його брата Самби.